# Castell de proa

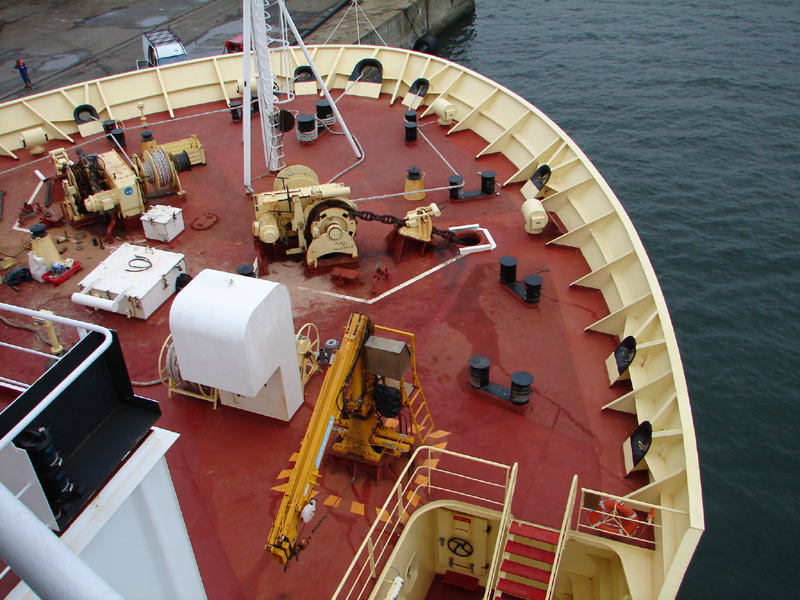
Castell de proa d'un vaixell modern.

S'anomena castell de proa a la part de la superestructura d'un vaixell que s'eleva sobre la coberta principal a l'extrem de proa. La coberta sobre ella s'anomena coberta del castell.

## Orígens

A la part dreta de la imatge, corresponent a la part davantera d'aquesta rèplica d'un vaixell de l'edat mitjana, el Lisa von Lübeck, es pot observar l'estructura del castell de proa, del qual sorgeixen el pal trinquet i el bauprès. Al costat oposat, a popa, pot observar-se el castell de popa.

El terme castell de proa es va originar en l'Edat Mitjana, on es equipava a la proa dels vaixells de guerra amb estructures amb forma de castell, les quals servien de plataforma de tir per a arquers i com a emplaçament defensiu en cas d'abordatge. Durant el segle xvi, la introducció d'artilleria en els vaixells de guerra va reemplaçar l'abordatge com a mitjà principal de combat, la qual cosa va significar la fi de l'ús militar del castell de proa.

## En l'actualitat
En l'actualitat el castell de proa s'usa per allotjar equip de fondeig i per a proporcionar una reserva de flotabilitat.